# Universidad de Maastricht
La Universidad de Maastricht (en neerlandés, Universiteit Maastricht abreviado UM) es una universidad pública de Maastricht (Países Bajos). Es la universidad más internacional de los Países Bajos. Cuenta con alrededor de 21000 estudiantes, de los cuales el 55% son internacionales. El método de enseñanza utilizado es aprendizaje basado en problemas (ABP) sobre la base de las discusiones en clase y debates entre los estudiantes coordinados por un profesor o tutor. La mayoría de los cursos se imparten en inglés.

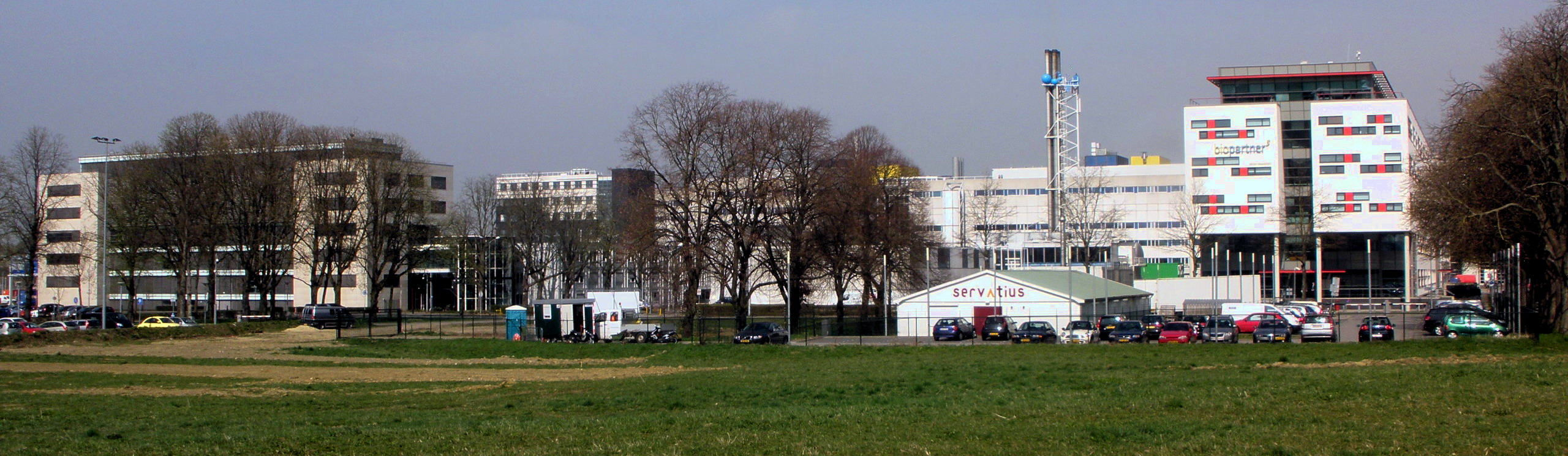
Campus Randwyck de la Universidad de Maastricht.

La Universidad de Maastricht es regularmente rankeada como una de las universidades líderes en Europa. Ha sido posicionada dentro de las 300 mejores universidades del mundo por cinco diferentes tablas de clasificaciones. 

## Organización
La universidad consta de dos campus (centro de la ciudad y Randwyck) y seis facultades:
- Facultad de Artes y Ciencias Sociales (FASoS)
- Escuela de Economía y Negocios (SBE)
- Facultad de Derecho
- Facultad de Humanidades y Ciencias
- Facultad de Salud, Medicina y Ciencias de la Vida
- Facultad de Psicología y Neurociencia

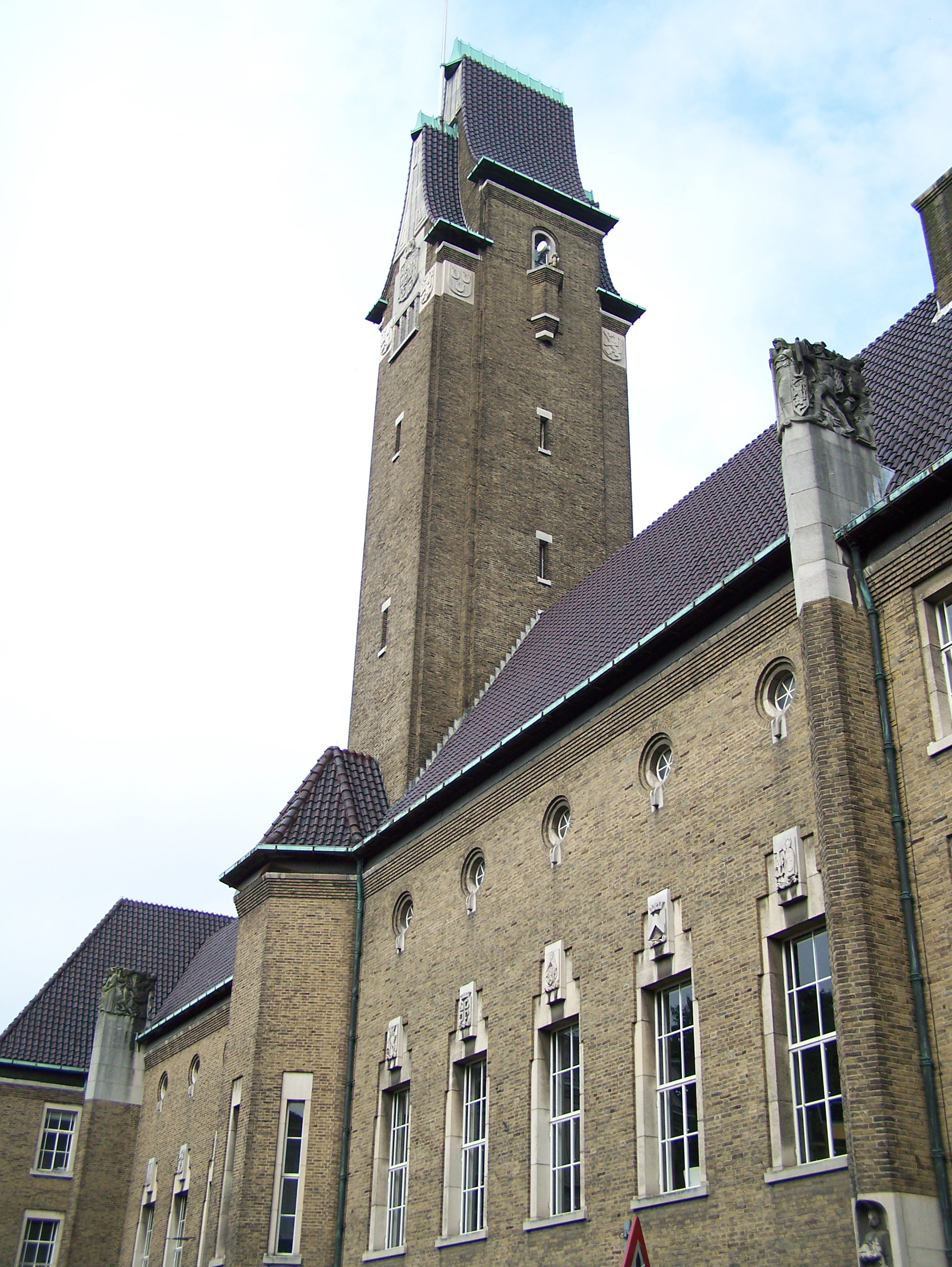
Facultad de Derecho
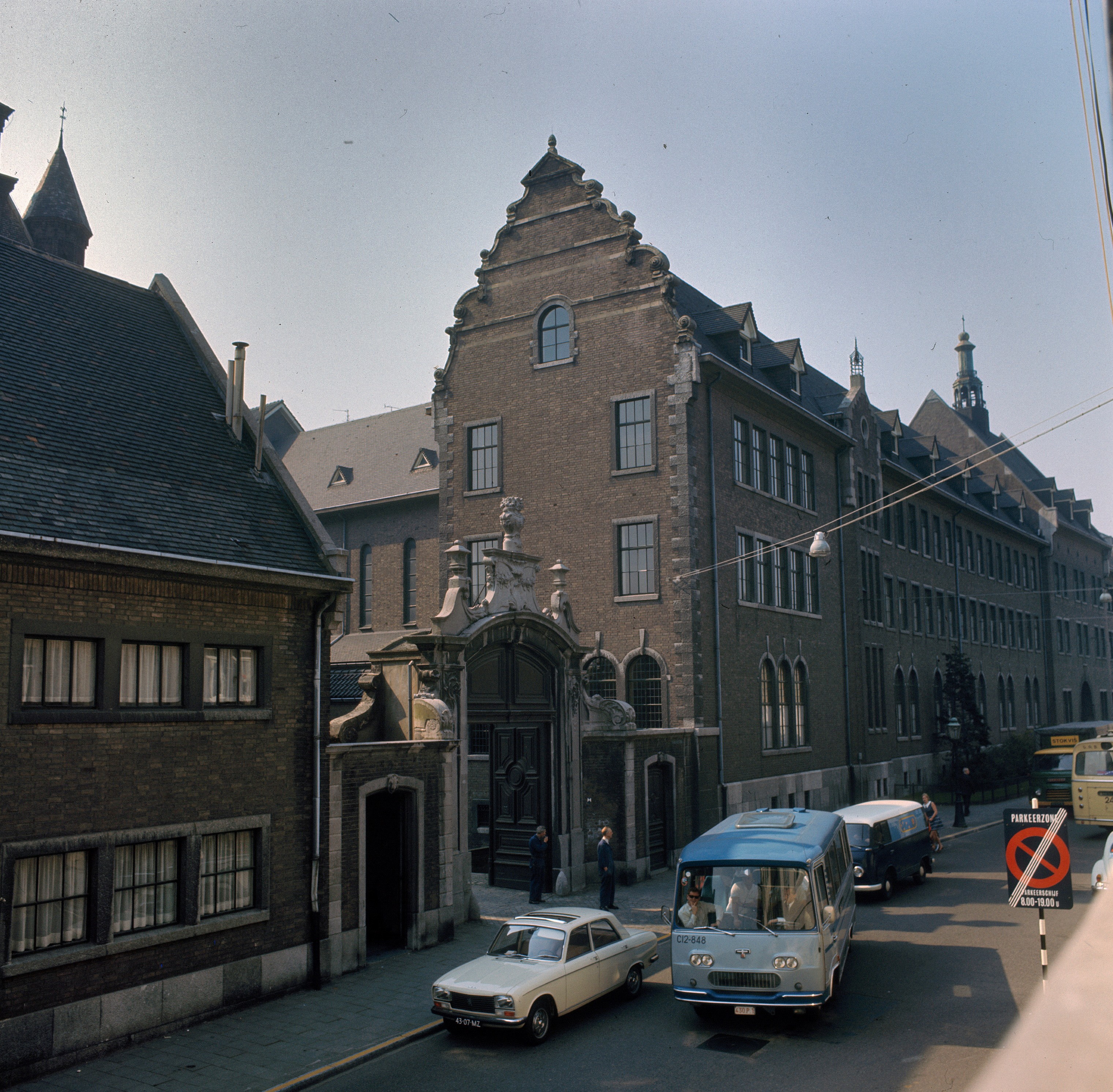
Escuela de Economía y Negocios
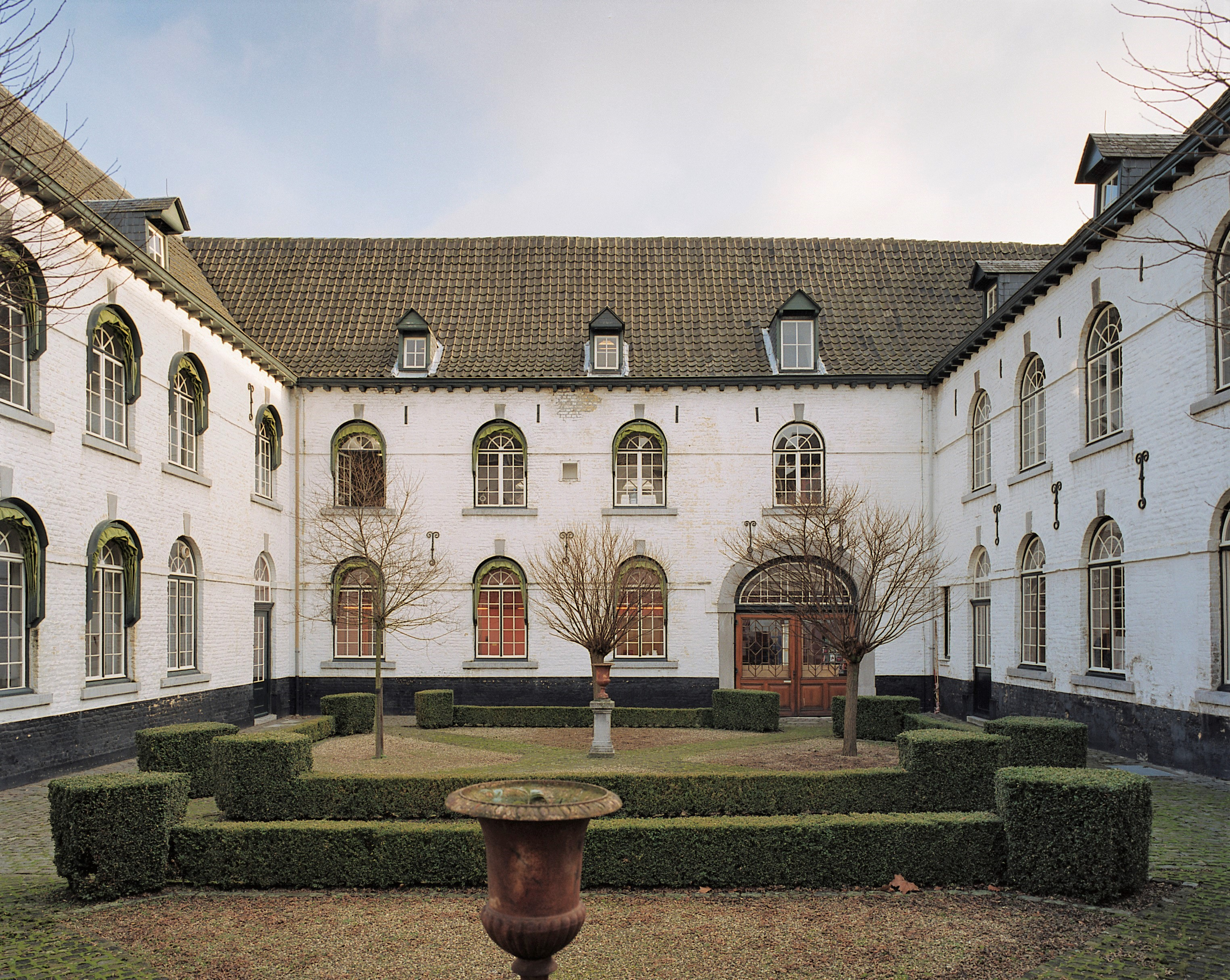
University College Maastricht
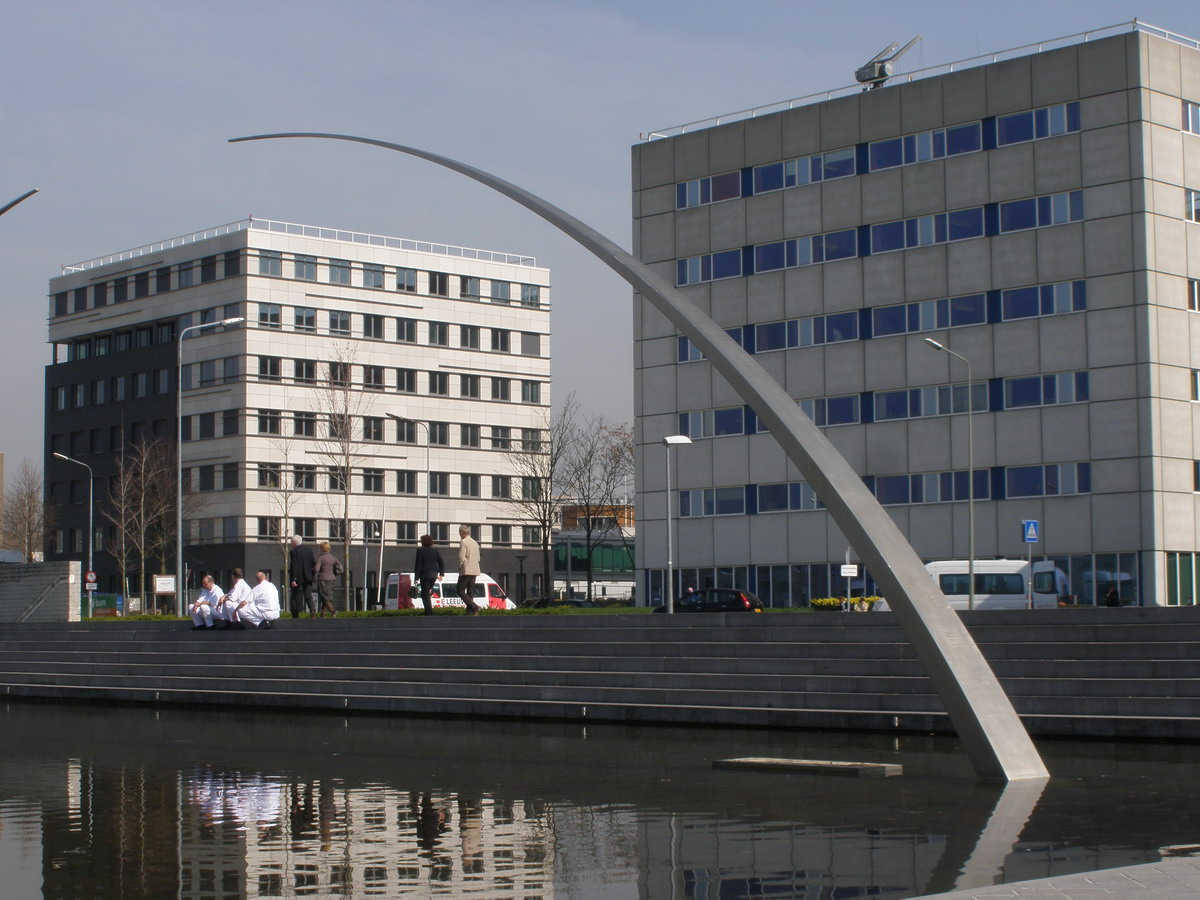
AZM Hospital universitario

## Valoraciones
La Universidad de Maastricht es considerada una de las 10 mejores universidades nuevas en el mundo (menos de 50 años).
- Clasificación académica de universidades del THE pone la universidad en el lugar 88 del mundo en 2016. Se ocupó el lugar número 32 en Europa en 2013.[4]
- QS World University Rankings pone la universidad en el lugar 118 del mundo en 2014.[5]

En cuanto a disciplinas específicas, la Clasificación académica de universidades del THE pone a la facultad de Derecho en el lugar 23 del mundo y 3 dentro de la Unión Europea en 2022 y a la escuela de Economía y Negocios en el lugar 49 del mundo en 2017.